# Надажин (Мазовецьке воєводство)
Надажин (пол. Nadarzyn) — село в Польщі, у гміні Надажин Прушковського повіту Мазовецького воєводства.
Населення — 4103 особи (2011).
У 1975-1998 роках село належало до Варшавського воєводства.

## Демографія
Демографічна структура станом на 31 березня 2011 року:
|          | Загалом | Допрацездатний вік | Працездатний вік | Постпрацездатний вік |
| -------- | ------- | ------------------ | ---------------- | -------------------- |
| Чоловіки | 1977    | 432                | 1374             | 171                  |
| Жінки    | 2126    | 426                | 1337             | 363                  |
| Разом    | 4103    | 858                | 2711             | 534                  |